# The Piano Lesson
Cet article concerne la pièce de théâtre. Pour le téléfilm, voir The Piano Lesson (téléfilm). Pour le film, voir The Piano Lesson (film, 2024).
The Piano Lesson (La Leçon de piano) est une pièce de théâtre de 1987 du dramaturge américain August Wilson. C'est la quatrième pièce du Pittsburgh Cycle de Wilson. Wilson a commencé à écrire cette pièce en jouant avec les différentes réponses concernant la possibilité « d'acquérir un sentiment d'estime de soi en niant son passé ». La Leçon de piano a reçu le prix Pulitzer de théâtre en 1990.
Une peinture de Romare Bearden, La Leçon de piano, a inspiré Wilson à écrire une pièce mettant en vedette un personnage féminin fort pour affronter l'histoire afro-américaine, en parallèle avec Troy dans une pièce précédente, Fences. Cependant, à la fin de sa pièce, Wilson a trouvé que la fin s'éloignait du personnage féminin habilité ainsi que de la question de l'estime de soi. Ce que The Piano Lesson semble finalement demander, c'est : « Que faites-vous de votre héritage et comment l'utilisez-vous au mieux ? »
Situé en 1936 à Pittsburgh au lendemain de la Grande Dépression, La Leçon de piano suit la vie de la famille Charles dans la maison Doaker Charles et un héritage, le piano familial, qui est décoré de motifs sculptés par un ancêtre esclave. La pièce se concentre sur les disputes entre un frère et une sœur qui ont des idées différentes sur ce qu'il faut faire avec le piano. Le frère, Boy Willie, est un métayer qui veut vendre le piano pour acheter la terre (la terre de Sutter) où ses ancêtres travaillaient comme esclaves. La sœur, Berniece, reste catégorique sur le fait de garder le piano, qui montre les visages sculptés de la femme et du fils de leur arrière-grand-père pendant les jours de leur esclavage.
La pièce a été adaptée dans un film du même nom en 1995.
Il a également été annoncé que LaTanya Richardson Jackson dirigerait une reprise de la pièce à Broadway en 2022, avec Samuel L. Jackson, Danielle Brooks et John David Washington. Le 30 septembre 2020, il a été annoncé que Denzel Washington prévoyait une nouvelle adaptation cinématographique pour Netflix avec Samuel L. Jackson et John David Washington. The Piano Lesson sort sur Netflix le 22 novembre 2024.

## Distribution et équipe technique
La Leçon de piano fait ses débuts en tant que lecture mise en scène lors de la Conférence nationale des dramaturges de 1986 qui s'est tenue au Eugene O'Neill Theatre Center.

### Première production
- Première : 26 novembre 1987
- Lieu : Yale Repertory Theatre[6]

Distribution
- Doaker : Carl Gordon
- Boy Willie : Samuel L. Jackson
- Lymon : Rocky Carroll
- Berniece : Starletta DuPois
- Maretha : Chenee Johnson/Ylonda Powell
- Avery : Tommy Hollis
- Wining Boy : Lou Myers
- Grace : Sharon Washington

Équipe
- Réalisateur : Lloyd Richards
- Scénographe : E. David Cosier, Jr.
- Créatrice des costumes : Constanza Romero
- Concepteur lumière : Christopher Akerlind
- Concepteur sonore : J. Scott Servheen
- Directeur musical : Dwight Andrews
- Régie de production : Maureen F. Gibson
- Régisseur : Gwendolyn M. Gilliam

### Deuxième production
- Première : 9 janvier 1988
- Lieu : Huntington Theatre Company à Boston (production du Yale Repertory Theatre)

Distribution
- Doaker : Carl Gordon
- Boy Willie : Charles S. Dutton
- Lymon : Rocky Carroll
- Berniece : Starletta DuPois
- Maretha : Jaye Skinner
- Avery : Tommy Hollis
- Wining Boy : Lou Myers
- Grace : Sharon Washington

Équipe
- Directeur de production : Peter Altman
- Directeur général : Michael Maso
- Réalisateur : Lloyd Richards
- Scénographe : E. David Cosier, Jr.
- Créatrice des costumes : Constanza Romero
- Concepteur lumière : Christopher Akerlind
- Concepteur sonore : J. Scott Servheen
- Directeur musical : Dwight Andrews
- Régisseur : Gwendolyn M. Gilliam

### Troisième production
Source : 
- Première : 16 avril 1990. Cette production a été créée pour la première fois au Goodman Theatre à Chicago avec cette distribution[8],[9] :
- Lieu : Walter Kerr Theater à Broadway, New York City

Distribution
- Doaker : Carl Gordon
- Boy Williee : Charles S. Dutton
- Lymon : Rocky Carroll
- Berniece : S. Epatha Merkerson
- Maretha : Apryl R. Foster
- Avery : Tommy Hollis
- Wining Boy : Lou Myers
- Grace : Lisa Gay Hamilton

Équipe
- Metteur en scène : Lloyd Richards
- Scénographe : E. David Cosier, Jr.
- Créatrice des costumes : Constanza Romero
- Concepteur lumière : Christopher Akerlind
- Concepteur sonore : G. Thomas Clark
- Directeur musical : Dwight Andrews
- Régie de production : Karen L. Carpenter
- Régisseur : Russell Johnson

### Adaptation cinématographique
Un téléfilm Hallmark Hall of Fame intitulé The Piano Lesson a été diffusé sur CBS le 5 février 1995, avec Charles S. Dutton et Alfre Woodard. Il a également été réalisé par Lloyd Richards.

### Distribution
- Boy Willie : Charles S. Dutton
- Berniece Charles : Alfre Woodard
- Doaker : Carl Gordon
- Avery : Tommy Hollis
- Wining Boy : Lou Myers
- Lymon : Courtney B. Vance
- Maretha : Zelda Harris
- Grace: Rosalyn Coleman
- Ace : Tommy Lafitteá
- Miss Ophelia : Lynne Innerst
- Papa Willie Boy : Harold Surratt
- Mama Berniece : Elva Branson
- Sutter : Tim Hartman
- Homme Watermelon : Ben Tatar
- Dame Watermelon : Alice Eisner

## Récompenses et nominations
Récompenses
- 1990 Drama Desk Award pour la pièce exceptionnelle
- 1990 New York Drama Critics' Circle Award de la meilleure pièce
- Prix Pulitzer 1990 pour le théâtre
- Prix Peabody 1995

Nominations
- 1990 Tony Award de la meilleure pièce
- 1995 Emmy Award Outstanding Made for Television Movie
- 1996 Emmy Award Meilleur téléfilm ou mini-série

### 2013 Production Off-Broadway
Le 3 avril, la production a remporté six nominations aux prix Lucille Lortel 2013 remportant quatre catégories le 5 mai. Le 23 avril, la production Off-Broadway a été récompensée par des nominations aux Drama League Award pour la renaissance exceptionnelle d'une pièce de théâtre à Broadway ou Off-Broadway et avec deux nominations aux Distinguished Performance Award mais n'a remporté aucun prix. La production a reçu une nomination au Outer Critics Circle Award. La pièce a remporté trois nominations au 58e Drama Desk Award. Le 7 mai, le spectacle a remporté un Theatre World Award de la meilleure première performance qui sera présenté le 3 juin.
Dirden a remporté un Obie Award 2013 pour la performance le 20 mai, tandis que Santiago-Hudson en a remporté un pour la direction,. Le 8 mai, la production a été nommée pour un Off-Broadway Alliance Award 2013 dans la catégorie Best Play Revival. Il a été annoncé comme le gagnant le 21 mai.
| Année | Prix                                  | Catégorie                                                                 | Candidat                                                                  | Résultat   |
| ----- | ------------------------------------- | ------------------------------------------------------------------------- | ------------------------------------------------------------------------- | ---------- |
| 2013  | Prix de la Ligue dramatique           | Reprise exceptionnelle d'une pièce de théâtre de Broadway ou Off-Broadway | Reprise exceptionnelle d'une pièce de théâtre de Broadway ou Off-Broadway | Nomination |
| 2013  | Prix de la Ligue dramatique           | Prix de la performance distinguée                                         | Brandon J. Dirden                                                         | Nomination |
| 2013  | Prix de la Ligue dramatique           | Prix de la performance distinguée                                         | Roslyn Ruff                                                               | Nomination |
| 2013  | Prix du Cercle des critiques externes | Reprise exceptionnelle d'une pièce (Broadway ou Off-Broadway)             | Reprise exceptionnelle d'une pièce (Broadway ou Off-Broadway)             | Nomination |
| 2013  | Prix du bureau d'art dramatique       | Reprise exceptionnelle d'une pièce de théâtre                             | Reprise exceptionnelle d'une pièce de théâtre                             | Nomination |
| 2013  | Prix du bureau d'art dramatique       | Acteur vedette exceptionnel dans une pièce de théâtre                     | Chuck Cooper                                                              | Nomination |
| 2013  | Prix du bureau d'art dramatique       | Meilleur réalisateur d'une pièce de théâtre                               | Ruben Santiago-Hudson                                                     | Nomination |
| 2013  | Prix Lucille Lortel                   | Revival exceptionnel                                                      | Revival exceptionnel                                                      | Lauréat    |
| 2013  | Prix Lucille Lortel                   | Actrice principale exceptionnelle                                         | Roslyn Ruff                                                               | Lauréat    |
| 2013  | Prix Lucille Lortel                   | Acteur principal exceptionnel                                             | Brandon J. Dirden                                                         | Nomination |
| 2013  | Prix Lucille Lortel                   | Acteur vedette exceptionnel                                               | Chuck Cooper                                                              | Lauréat    |
| 2013  | Prix Lucille Lortel                   | Directeur exceptionnel                                                    | Ruben Santiago-Hudson                                                     | Lauréat    |
| 2013  | Prix Lucille Lortel                   | Conception d'éclairage exceptionnelle                                     | Rui Rita                                                                  | Nomination |
| 2013  | Prix Theatre World                    | Meilleure première performance                                            | Brandon J. Dirden                                                         | Lauréat    |
| 2013  | Off Broadway Alliance Awards          | Meilleure pièce Revival                                                   | Meilleure pièce Revival                                                   | Lauréat    |
| 2013  | Prix Obie                             | Performance                                                               | Brandon J. Dirden                                                         | Lauréat    |
| 2013  | Prix Obie                             | Direction                                                                 | Ruben Santiago-Hudson                                                     | Lauréat    |